# Campeonato Brasileiro Série B 2003
In 2003 werd de 22ste editie van de Campeonato Brasileiro Série B gespeeld, de op een na hoogste voetbalcompetitie in Brazilië. De competitie werd gespeeld tussen 25 april en 29 november. De top acht stootte door naar de tweede fase die in twee groepen van vier verdeeld werd. De twee besten speelden de finalegroep, waarvan de eerste twee promoveerden naar de Série A. Palmeiras werd kampioen.

## Eerste fase
| Plaats | Club             | Wed. | W  | G  | V  | Saldo | Ptn. |
| ------ | ---------------- | ---- | -- | -- | -- | ----- | ---- |
| 1.     | Palmeiras        | 23   | 13 | 8  | 2  | 54:25 | 47   |
| 2.     | Botafogo         | 23   | 11 | 8  | 4  | 45:26 | 41   |
| 3.     | Remo             | 23   | 11 | 6  | 6  | 42:33 | 39   |
| 4.     | Sport do Recife  | 23   | 9  | 10 | 4  | 34:22 | 37   |
| 5.     | Brasiliense      | 23   | 9  | 10 | 4  | 33:24 | 37   |
| 6.     | Marília          | 23   | 9  | 9  | 5  | 32:24 | 36   |
| 7.     | Náutico          | 23   | 11 | 5  | 7  | 41:27 | 35 1 |
| 8.     | Santa Cruz       | 23   | 10 | 5  | 8  | 35:38 | 35   |
| 9.     | Paulista         | 23   | 9  | 8  | 6  | 37:28 | 35   |
| 10.    | Londrina         | 23   | 8  | 7  | 8  | 39:42 | 31   |
| 11.    | América de Natal | 23   | 6  | 10 | 7  | 36:38 | 31 2 |
| 12.    | Avaí             | 23   | 8  | 6  | 9  | 23:30 | 30   |
| 13.    | Portuguesa       | 23   | 7  | 9  | 7  | 39:33 | 30   |
| 14.    | Ceará            | 23   | 7  | 9  | 7  | 36:30 | 30   |
| 15.    | Joinville        | 23   | 7  | 6  | 10 | 33:41 | 30 1 |
| 16.    | CRB              | 23   | 7  | 6  | 10 | 28:37 | 27   |
| 17.    | Mogi Mirim       | 23   | 7  | 5  | 11 | 28:43 | 26   |
| 18.    | São Raimundo     | 23   | 6  | 8  | 9  | 27:31 | 26   |
| 19.    | Vila Nova        | 23   | 6  | 8  | 9  | 32:39 | 26   |
| 20.    | Anapolina        | 23   | 7  | 6  | 10 | 30:43 | 24 2 |
| 21.    | Caxias           | 23   | 5  | 9  | 9  | 27:39 | 24   |
| 22.    | América Mineiro  | 23   | 4  | 12 | 7  | 35:38 | 24   |
| 23.    | Gama             | 23   | 3  | 10 | 10 | 28:41 | 19   |
| 24.    | União São João   | 23   | 4  | 4  | 15 | 22:44 | 16   |

1 Náutico verloor drie punten omdat het in een wedstrijd tegen Joinville een niet-speelgerechtigde speler opgesteld had, Joinville kreeg deze erbij.
2 Anapolina verloor drie punten omdat het in een wedstrijd tegen América de Natal een niet-speelgerechtigde speler opgesteld had, América kreeg deze erbij.
|  | Geplaatst voor finalegroep |
|  | Degradatie naar Série C    |

## Tweede fase

### Groep A
| Plaats | Club            | Wed. | W | G | V | Saldo | Ptn. |
| ------ | --------------- | ---- | - | - | - | ----- | ---- |
| 1.     | Palmeiras       | 6    | 5 | 0 | 1 | 14:8  | 15   |
| 2.     | Sport do Recife | 6    | 2 | 2 | 2 | 9:8   | 8    |
| 3.     | Brasiliense     | 6    | 2 | 1 | 3 | 7:10  | 7    |
| 4.     | Santa Cruz      | 6    | 1 | 1 | 4 | 7:11  | 4    |

### Groep B
| Plaats | Club     | Wed. | W | G | V | Saldo | Ptn. |
| ------ | -------- | ---- | - | - | - | ----- | ---- |
| 1.     | Marília  | 6    | 3 | 2 | 1 | 12:8  | 11   |
| 2.     | Botafogo | 6    | 3 | 1 | 2 | 16:11 | 10   |
| 3.     | Náutico  | 6    | 2 | 1 | 3 | 11:15 | 7    |
| 4.     | Remo     | 6    | 1 | 2 | 3 | 9:14  | 5    |

|  | Geplaatst voor finalegroep |

## Finalegroep
| Plaats | Club            | Wed. | W | G | V | Saldo | Ptn. |
| ------ | --------------- | ---- | - | - | - | ----- | ---- |
| 1.     | Palmeiras       | 6    | 5 | 1 | 0 | 12:3  | 16   |
| 2.     | Botafogo        | 6    | 2 | 2 | 2 | 9:10  | 8    |
| 3.     | Sport do Recife | 6    | 1 | 2 | 3 | 6:8   | 5    |
| 4.     | Marília         | 6    | 0 | 3 | 3 | 2:8   | 3    |

|  | Kampioen en promotie naar Série A |
|  | Promotie naar Série A             |